# Klimax (Musik)
Die Klimax (griech.: „Treppe, Leiter, Stufe“) bedeutet in der Musik die Wiederholung einer Sinneinheit in gesteigerter Form. Oft dient sie der Amplifizierung von Textpassagen, ist auch ein sehr affektstarkes Stilmittel in der Instrumentalmusik.
Die genannte Steigerung sollte nach oben hin ausgeführt werden. Dabei ist es üblich, die Sinneinheit in einer Kadenz aufzulösen. Eine Klimax kann aber auch eine Anhäufung von Kadenzen sein, welche sich zunehmend steigern. Dabei wird in jedem Falle die gleiche rhythmische Struktur in der Melodie beibehalten.
Ob die Klimax nun tatsächlich als eine Steigerung gesehen werden soll, wurde von etlichen Theoretikern verschieden aufgefasst und teilweise mit rhetorisch-musikalischen Figuren wie gradatio oder auxesis gleichgesetzt. Die Theoretiker Joachim Burmeister, Thuringus und Johannes Nucius verstanden unter der Klimax mehr ein stufenweises Fortschreiten.
Bei Athanasius Kircher wird zum ersten Mal die Klimax als Steigerung angesehen und von späteren Theoretikern auch so behandelt.

## Beispiel
Am Anfang des Werkes von Heinrich Schütz Herr, wenn ich nur dich habe aus den Musikalischen Exequien Opus 7 ist eine derartige Klimaxbildung zu sehen. Hier wird der Anfang des Satzes („Herr, wenn ich nur dich …“) sequenziert, und in der Melodie bis hin zur auflösenden Kadenz gesteigert.